# 7455 Podosek
7455 Podosek eller 1981 EQ26 är en asteroid i huvudbältet som upptäcktes den 2 mars 1981 av den amerikanska astronomen Schelte J. Bus vid Siding Spring-observatoriet. Den är uppkallad efter Frank A. Podosek.
Asteroiden har en diameter på ungefär 5 kilometer och den tillhör asteroidgruppen Koronis.